# Thomas (cràter)
Thomas és un cràter d'impacte en el planeta Venus de 25,2 km de diàmetre. Porta el nom de Martha Thomas (1857-1935), professora, sufragista i lingüista estatunidenca, i el seu nom va ser aprovat per la Unió Astronòmica Internacional el 1994.